# 第7戦術航空旅団 (ウクライナ空軍)
ペトロ・フランク名称第7戦術航空旅団 (ウクライナ語: 7-ма бригада тактичної авіації імені Петра Франка) は、ウクライナ空軍の航空部隊。

## 歴史
1992年1月、前身部隊であるソ連空軍第7爆撃航空連隊の隊員はウクライナ国民への忠誠の誓いを立てた。
1992年2月13日、第7爆撃航空連隊所属の6機のSu-24Mが盗まれ、ロシア・スモレンスク州のシャタロヴォ空港に飛行した。
2003年、第7爆撃航空旅団に再編。2004年5月、第32独立偵察航空飛行隊がスタロコスティアニティヴ飛行場で編成され、2005年10月に第7爆撃航空旅団と合併して第7爆撃偵察航空旅団が編成された。2008年3月、第7爆撃偵察航空旅団は第7戦術航空旅団に改編された。
2008年3月28日、ユシチェンコ大統領により、名誉称号「ペトロ・フランコ」を授与された。
2021年、NATOは第7戦術航空旅団の飛行場(スタロコスティアニティヴ空軍基地)がNATO規格に準拠していることを認定した。
2022年8月24日、ゼレンスキー大統領より、「勇気と勇敢さに対する栄誉賞」を授与された。

## 構造
- 航空旅団本部
- 第1航空隊（爆撃）
- 第2航空隊（爆撃）
- 第3航空隊（偵察）

## 機材
旅団はSu-24M、Su-24MR、L-39アルバトロス練習機を装備している。